# Men of War: Assault Squad
Men of War: Assault Squad è un videogioco strategico in tempo reale creato dalla Digitalmindsoft e prodotto dalla 1C Company nel 2011. È un'espansione di Men of War.

## Modalità di gioco
Il gioco si svolge durante alcune delle operazioni più famose della seconda guerra mondiale, tra cui l'Operazione Overlord, l'Operazione Market Garden, l'Operazione Battleaxe e molte altre. Si potranno vestire i panni di un generale dell'United States Army, della Royal Army, della Wehrmacht, dell'Armata Rossa e del Dai-Nippon Teikoku Rikugun in 16 missioni differenti. L'obbiettivo finale di ognuna di esse è la conquista di tutti i punti di controllo sulla mappa di gioco, ciascuno dei quali permette l'accumolo di punti spendibili per l'acquisizione di rinforzi di vario tipo. Durante lo svolgersi delle operazioni, al giocatore è permesso, tra le varie opzioni, di assumere il controllo di una singola unità e di impiegarla a suo piacimento per lo svolgimento di particolari manovre tattiche.
Oltre alla modalità in singolo, è presente anche una modalità di gioco cooperativo, una di gioco multipalyer (che ne annovera a sua volta diverse tipologie su 37 mappe diverse) e un editor di gioco.

## Novità
Rispetto a Men of War e al predecessore Faces of War, in questo nuovo capitolo è possibile disporre di unità "speciali" accanto alle forze militari normalmente acquistabili con l'aumento dei punteggi. Ogni fazione (nazione) dispone di unità specifiche che sono dotate di maggiori abilità (punti vitali, resistenza, precisione) nonché di armi migliori.
Per i tedeschi, ad esempio, ci sono i soldati della Divisione Brandeburgo ad anche il Panzer Tiger I Veterano; gli americani hanno i soldati della 101ª Divisione Aviotrasportata; i giapponesi possono contare, invece, sulla Guardia Imperiale.
La qualità grafica è stata migliorata e anche alcuni modelli (come, ad esempio, quello del Tiger I), che sono ora più simili alle controparti reali.

## Accoglienza
Il gioco ha ricevuto buoni responsi dalla critica specializzata per il comportamento dell'I.A. dei soldati, per la deformabilità delle ambientazioni, per la qualità grafica, per la varietà delle unità impiegabili e per la possibilità di assumere direttamente il controllo di ogni unità specifica, sia essa un fuciliere o un T-34. Critiche sono state invece mosse al motore fisico e al sistema di gestione truppe, che presenta qualche imperfezione.